# Тимон (Домашов)
Епи́скоп Тимон (в миру Ти́хон Петро́вич Домашо́в; 9 июня 1912, село Карячково, Российская империя — 26 февраля 1991, Мирное, Одесская область, Украинская ССР) — архиерей Русской православной старообрядческой церкви с 18 мая 1986 по 26 февраля 1991 года — епископ Кишинёвский и всея Молдавии.

## Биография
Родился 9 июня 1912 года в селе Карячково (ныне село Мирное, Измаильского района Одесской области), в семье крестьян-старообрядцев. Его детские и отроческие годы прошли в период, когда Бессарабия и Придунайский край были под протекторатом Румынии.
В 1921 году поступил учиться в румынскую начальную школу. По окончании четырёх классов поступил учиться церковной грамоте и пению у Андрея Титовича Ковалева — старообрядческого учителя из г. Килия. В Килие же он трудился виноградарем, пасечником, освоил столярное мастерство, а также часто посещал храм, активно участвуя в службе.
В 1932 году женился и вырастил троих сыновей и трех дочерей. Два года служил в румынской армии, после чего в 1939 году избран псаломщиком родного села (в годы войны по настоянию жителей он был освобожден от призыва на фронт). Совмещал в годы войны священническое служение с ответственной гражданской работой — был известен как исполнительный и честный мастер: столяр, маляр, фотограф.
В 1981 году овдовел, прожив с супругой почти 50 лет. 6 марта 1983 года, прослужив 40-лет уставщиком, рукоположен епископом Киево-Винницким и Одесским Евтихием (Кузьминым) в священники храма села Мирное Измаильского района Одесской области.
В 1986 году, после смерти архиепископа Никодима (Латышева), был избран на епископское служение, и 18 мая того же года в Покровском кафедральном храме Рогожского кладбища он был рукоположен в сан епископа Кишинёвского и временно Измаильского. Хиротонию совершил: местоблюститель Московского архиепископского престола епископ Алимпий (Гусев) и епископ Евтихий (Кузьмин).
В декабре 1988 года по приглашению митрополита Белокриницкого Тимона (Гаврилэ) посетил Румынию с делегацией старообрядческого духовенства.
При епископе Тимоне в условиях перестройки возрождались ранее закрытые старообрядческие храмы. В 1988—1989 годы было зарегистрировано 4 общины, в 1990 года возобновил свою деятельность Куничский женский монастырь. Епископ Тимон выступал за сближение старообрядцев с Русской православной церковью, регулярно посещал церковные торжества РПЦ в Молдавии. За короткое время своего епископства рукоположил пять иереев.
Скончался 22 февраля 1991 года после непродолжительной болезни в родном селе, где и похоронен. При большом стечении народа 26 февраля 1991 года митрополит Московский и всея Руси Алимпий (Гусев) совершил чин архиерейского погребения в храме во имя преподобной Парасковии.